# Нго Сионг Нгап
Нго Сионг Нгап (吳昌岌; д/н–954) — в'єтський вионг в 950—954 роках.

## Життєпис
Походив з династії Нго. Старший син вионга Нго Куєна. Був досить молодим на момент смерті батька 944 року, тому регентом став його дядько Зионг Там Кха. Невдовзі той змусив Нго Сионг Нгапа зректися влади й сам посів трон. Невдовзі Сионг Нгап втік і тривалий час переховувався.
950 року Зионг Там Кхабуло повалено Нго Сионг Ваном, молодшим братом Нгапа. Брати стали співправителями. Сионг Нгап став зватися Тхієн Сачь-вионг.
Поступово Нго Сионг Нгап перебрав на себе фактичну владу, а його брат-співвионг виконував переважно церемоніальні обов'язки і утримувався від активних політичних справ або військових кампаній.
Раптово помер у 954 року під час сексу з однією з наложниць, можливо від інсульту. Одноосібним вионгом став його брат Нго Сионг Ван.